# Ribosom
Ribosom je velik in zapleten molekularni ustroj, ki ga najdemo v vseh živih celicah in ki katalizira in regulira tvorbo proteinov. Ribosomi so sestavljeni iz ribosomske RNA in ribosomskih proteinov (ribonukleoprotein ali RNP). Namenjen je prevajanju (translaciji) informacijske RNA (mRNA) v polipeptidno verigo (npr. protein). Predstavljamo si ga lahko kot tovarno, kjer poteka izgradnja proteina na osnovi genetskih navodil. Ribosomi lahko v citosolu (notranja tekočina celice) prosto lebdijo ali pa so vezani na endoplazemski retikulum ali na jedrno ovojnico. Ker so ribosomi ribocimi, naj bi bili ostanki sveta RNA.
Ribosome je sredi 50. let 20. stoletja z elektronskim mikroskopom kot goste delce oziroma zrnca prvi opazoval romunski celični biolog George Palade. Za odkritje je pozneje prejel tudi Nobelovo nagrado. Izraz ribosom (angleško ribosome) pa je prvi uvedel znanstvenik Richard B. Roberts leta 1958:
V času simpozija so se pokazale semantične težave. Nekateri sodelujoči pod izrazom mikrosomi razumejo z drugimi proteini in lipidnimi snovmi kontaminirane ribonukleoproteinske delce mikrosomske frakcije; drugi menijo, da mikrosomi sestojijo iz z delci kontaminiranih proteinov in lipidov. Izraz »mikrosomski delci« se ne zdi zadosten, izraz »ribonukleoproteinski delci mikrosomske frakcije« pa je precej prezapleten. Med srečanjem se je pojavil tudi predlog »ribosom«. Tako ime se zdi zelo primerno in tudi zveni prijetno. Če bi ribonukleoproteinske delce velikosti od 20 do 100S imenovali »ribosom«. bi se rešili sedanje zmede.— Roberts, R. B., Microsomal Particles and Protein Synthesis
Strukturo in delovanje ribosomov in pridruženih molekul, ki jih skupaj imenujemo translacijski aparat, precej raziskujejo že od sredine 20. stoletja in sta tudi danes zelo aktivno področje raziskovanja. 

## Pregled
Ribosomi sestojijo iz dveh podenot, ki se medsebojno prilegata (slika 1) in med sintezo proteinov kot enota prevajata mRNA v polipeptidno verigo. Prokariontski podenoti sestojita iz ene ali dveh, evkariontski pa iz ene ali treh zelo velikih molekul RNA (imenovanih tudi ribosomska RNA ali rRNA) ter več manjših proteinskih molekul. Kristalografsko delo je pokazalo, da ob reakcijskem mestu za sintezo polipeptidov ni nobenih proteinov. To kaže, da so proteinski gradniki ribosomov ogrodje, ki naj bi povečalo sposobnost rRNA za sintezo proteinov, sami pa v katalizi ne sodelujejo. 
Velikosti podenot navajamo običajno s svedbergi (S), ki so merilo za hitrost posedanja pri centrifugiranju. Pri evkariontih so ribosomi večji (80 S) kot pri prokariontih (70 S). Mitohondriji in kloroplasti imajo lastne ribosome (55 S). Kljub razlikam v velikosti so po sestavi in delovanju ribosomi iz različnih skupin organizmov zelo podobni. Pri sintezi proteinov delujejo kot katalizatorji, pri čemer encimsko funkcijo opravlja molekula rRNA v osrednjem delu ribosoma. Nekateri antibiotiki delujejo na ribosome, tako da celice ne morejo sintetizirati proteinov, ki jih rabijo, zato se njihova rast ustavi.